# 민족운동 (독일)
민족운동(독일어: Völkische Bewegung 푈키셰 베베궁[*])은 19세기 말부터 나치 독일 시대까지 지속된, 독일 민족주의(ethno-nationalist) 운동이다. 독일 민족운동은 피와 땅 사상 위에, 민족을 하나의 몸(독일어: Volkskörper 폴크스쾨르퍼[*], 영어: ethnic pody)으로 보는 개념으로 촉발되었다. 그리고 자생적 공동사회의 통합이라는 측면에서 유기체론, 인종주의, 대중주의, 농본주의, 낭만국민주의 요소를 가지고 있었다. 그리고 민족적 결집이 가속화되고 동시에 타민족에 대한 배제가 강화됨에 따라 필연적으로 1900년대 이후로는 반유대주의 성향까지 갖게 된다. 독일의 민족적 국민주의자들은 유대인을 다른 "민족"(독일어: Volk)에 속한 "이방인 체류자"(alien people)로 간주했다.
독일 민족운동은 단일한 신념체계가 아니었으며, 그보다는 근대성이 야기한 사회문화적 변화들에 대한 반동으로서 나타난 각종 하위문화들의 누더기 같은 것이었다. 수많은 독일 민족주의 이론가들 사이의 “유일한 공통점”은 게르만족의 전통을 낭만주의적 기저에서 재건한다는 “국가의 재탄생”이었다. 이 재탄생을 완전히 달성하기 위해서는, 근동에서 발원한 셈족의 종교로서 유럽인의 사고를 지배하는 기독교를 "게르만화"해야 했다. 기독교의 게르만화를 포기한 노선에서는 기독교 유산을 아예 부정하고 게르만 다신교로의 회귀를 꾀하기까지 했다.
바이마르 공화국 시대에 중요한 국민보수주의 운동이었던 보수혁명에서 민족운동의 요소들을 상당히 받아들였다.
민족운동은 나치즘의 등장과 발전에도 영향을 미쳤다. 나치 독일 정권기에 아돌프 히틀러를 비롯한 나치당원들은 독일 "민족"의 정의에서 유대인, 롬인, 여호와의 증인, 동성애자를 비롯한, “독일에 거류하는 이방적 요소”들을 제거하도록 했으며, 나치의 정책은 이런 이방적 비민족들을 집단살해하는 것으로 귀결되었다(홀로코스트). 특히 나치당의 직접적 전신인 독일 노동자당은 민족운동과 오컬트주의에 영향을 받은 툴레 협회 회원들이 설립을 주도한 단체이다. 다만 아돌프 히틀러는 툴레 협회에 가입한 적이 없었으며, 히틀러가 1921년 나치당의 지도자가 된 이후 당과 툴레 협회의 연계를 끊었다는 점에서 그것이 남긴 영향력은 논쟁의 대상이다.

## 같이 보기
- 아리아 인종
- 피와 땅
- 독일 국민주의
- 케말주의
- 신나치주의
- 범독일주의
- 범튀르크주의
- 범투란주의
- 나치 독일의 종교
- 아돌프 히틀러의 종교관
- 로드노베리에
- 툴레 협회